# Prognathogryllus awili
Prognathogryllus awili är en insektsart som beskrevs av Otte, D. 1994. Prognathogryllus awili ingår i släktet Prognathogryllus och familjen syrsor. Inga underarter finns listade i Catalogue of Life.